# Bariumazid
Bariumazid ist eine instabile chemische Verbindung aus der Gruppe der Bariumverbindungen und Azide.

## Gewinnung und Darstellung
Bariumazid kann durch Reaktion von Stickstoffwasserstoffsäure mit Bariumhydroxid gewonnen werden.
{\displaystyle \mathrm {2\ HN_{3}+Ba(OH)_{2}\longrightarrow Ba(N_{3})_{2}+2\ H_{2}O} }

## Eigenschaften
Bariumazid ist ein weißer Feststoff, welcher löslich in Wasser ist. Er zersetzt sich ab einer Temperatur über 120 °C explosionsartig, wobei Stickstoff und Bariumnitrid entsteht. Trockenes Bariumazid ist durch Stoß oder Hitze explosionsfähig und entzündet sich an der Luft von selbst. Die Verbindung ist bei einer Belastung von 240 N reibempfindlich.